# Pistolet CZ 75
CZ 75 – czechosłowacki pistolet samopowtarzalny zaprojektowany w latach 70. XX w. przez Františka Kouckego. Protoplasta całej rodziny pistoletów (m.in. CZ 85 i CZ 97) opartych na pierwotnym projekcie.

## Historia
Pistolet CZ 75 na nabój 9 × 19 mm Parabellum został zaprojektowany w latach 70. XX w. przez czeskiego konstruktora Františka Kouckego z przeznaczeniem głównie na eksport, ponieważ armia czechosłowacka używała w tym okresie broni zasilanej inną amunicją: CZ 52 (na nabój 7,62 × 25 mm TT), który niebawem został zastąpiony przez CZ 82 (na nabój 9 × 18 mm Makarowa). Nowy pistolet zaprezentowano po raz pierwszy w 1975 r. na targach broni w Madrycie, po czym szybko stał się komercyjnym sukcesem zakładów Česká zbrojovka.
W trakcie produkcji CZ 75 był wielokrotnie modernizowany i udoskonalany. Początkowo (ok. 1980 roku) wydłużono prowadnice zamka (co spowodowało zmianę kształtu przedniej części zamka i szkieletu), w 1987 r. dostosowano kabłąk spustu do strzelania oburącz, potem zmieniono główkę kurka na okrągłą, a później zmodyfikowano również zamek, który otrzymał nowy kształt wycięć do przeładowania broni, nową muszkę, a ponadto dodano mu szynę celowniczą. W drugiej połowie lat 90. zwiększono pojemność magazynka z 15 do 16 nabojów.
W miarę wzrostu zainteresowania pistoletem na świecie, rozwijano jego konstrukcję, technologię i produkcję. W efekcie powstało wiele wersji i odmian broni, w tym dostosowanych do innych (niż Parabellum) nabojów pistoletowych. Współcześnie pistolety z rodziny CZ 75 są używane przez wojsko i policję, a także do celów sportowych.

## Wersje

### CZ 75 B
CZ 75 B to wprowadzona na rynek w 1993 roku odmiana z samoczynnym bezpiecznikiem (w postaci blokady iglicy) przed strzałem przypadkowym. Dzięki temu możliwe jest bezpieczne przenoszenie broni z nabojem wprowadzonym do komory nabojowej, co znacznie skraca czas niezbędny do oddania strzału.

### CZ 75B SA
Pojawiła się także odmiana pistoletu CZ 75 B, oznaczona jako CZ 75B SA przeznaczona do strzelań sportowych, wyposażona w mechanizm spustowy pojedynczego działania z regulowanym stopniem języka spustowego oraz bez sprężyny, przytrzymującej magazynek. Magazynek mieszczący 16 szt. nabojów 9 mm lub 10 szt. nabojów .40 S&W.

### CZ 75 BD, CZ 75 POLICE
Kolejną odmianą CZ 75 B jest pistolet CZ 75 BD, zaprezentowany w 1997 roku, w którym wyeliminowano skrzydełkowy bezpiecznik nastawny, zastępując go zwalniaczem napiętego kurka, oraz dodano kopytko magazynka i uchwyt do sznura. We wprowadzony równocześnie z nim pistolecie CZ 75 POLICE zastosowano dodatkowo wskaźnik obecności naboju w komorze nabojowej.

### CZ 75 DAO
W 1999 roku na rynku pojawiła się kolejna odmiana CZ 75 B, oznaczona CZ 75 DAO, w której zastosowano mechanizm spustowy wyłącznie z samonapinaniem (Double Action Only – DAO). W broni wyeliminowano skrzydełkowy bezpiecznik nastawny i zwalniacz napiętego kurka, skrócono główkę kurka, uniemożliwiając tym samym jego napięcie kciukiem.

### CZ 75 FULL AUTO

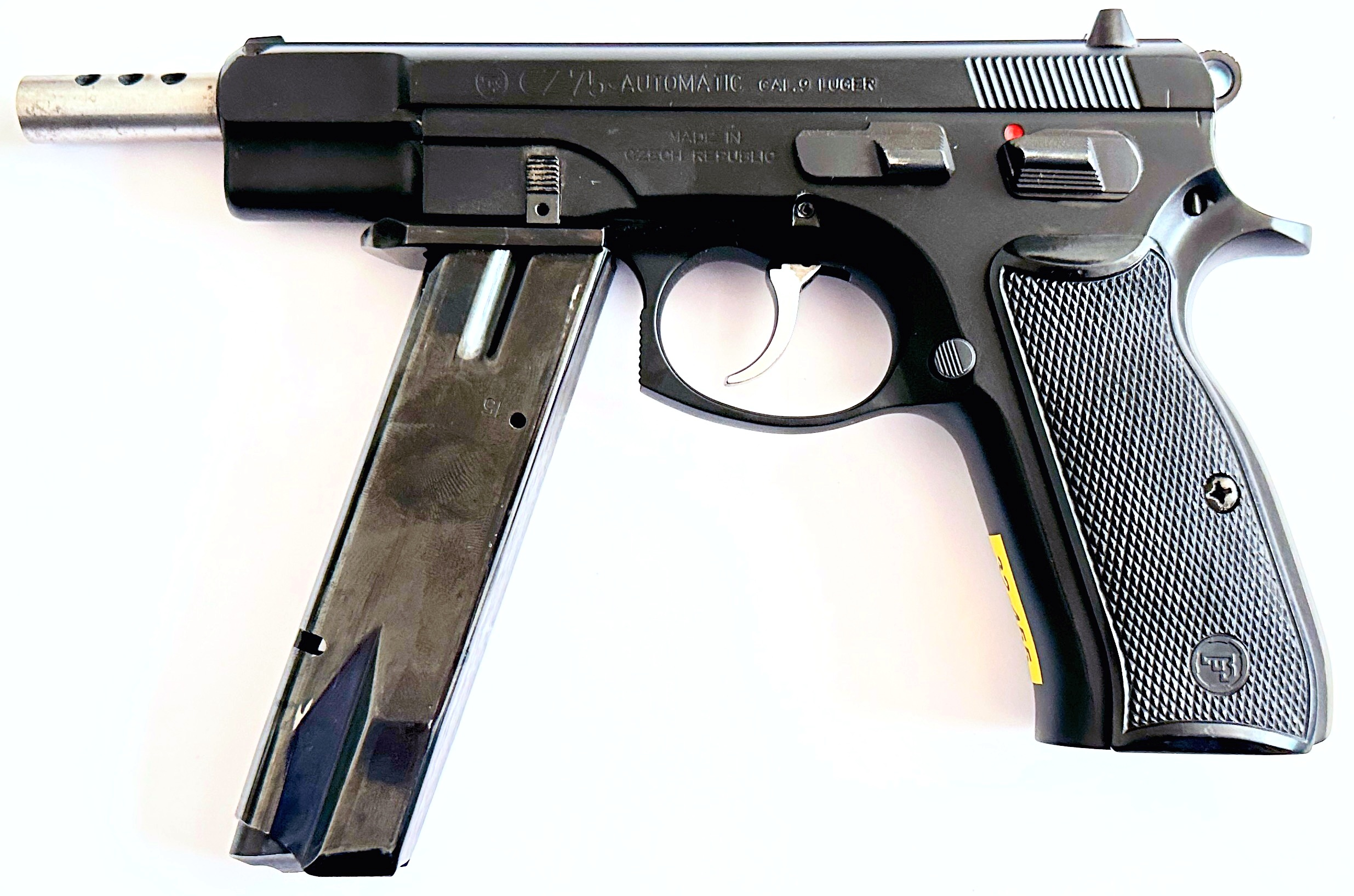
CZ 75 FULL AUTO

Dla oddziałów specjalnych opracowano pistolet CZ 75 FULL AUTO, będący samoczynno-samopowtarzalną wersją CZ 75 (szybkostrzelność teoretyczna wzrosła do ok. 1000 strz./min), w którym dodatkowym chwytem przednim jest zapasowy magazynek, przyłączony pod kadłubem do szkieletu broni.

### CZ 75 COMPACT, CZ 75 D COMPACT

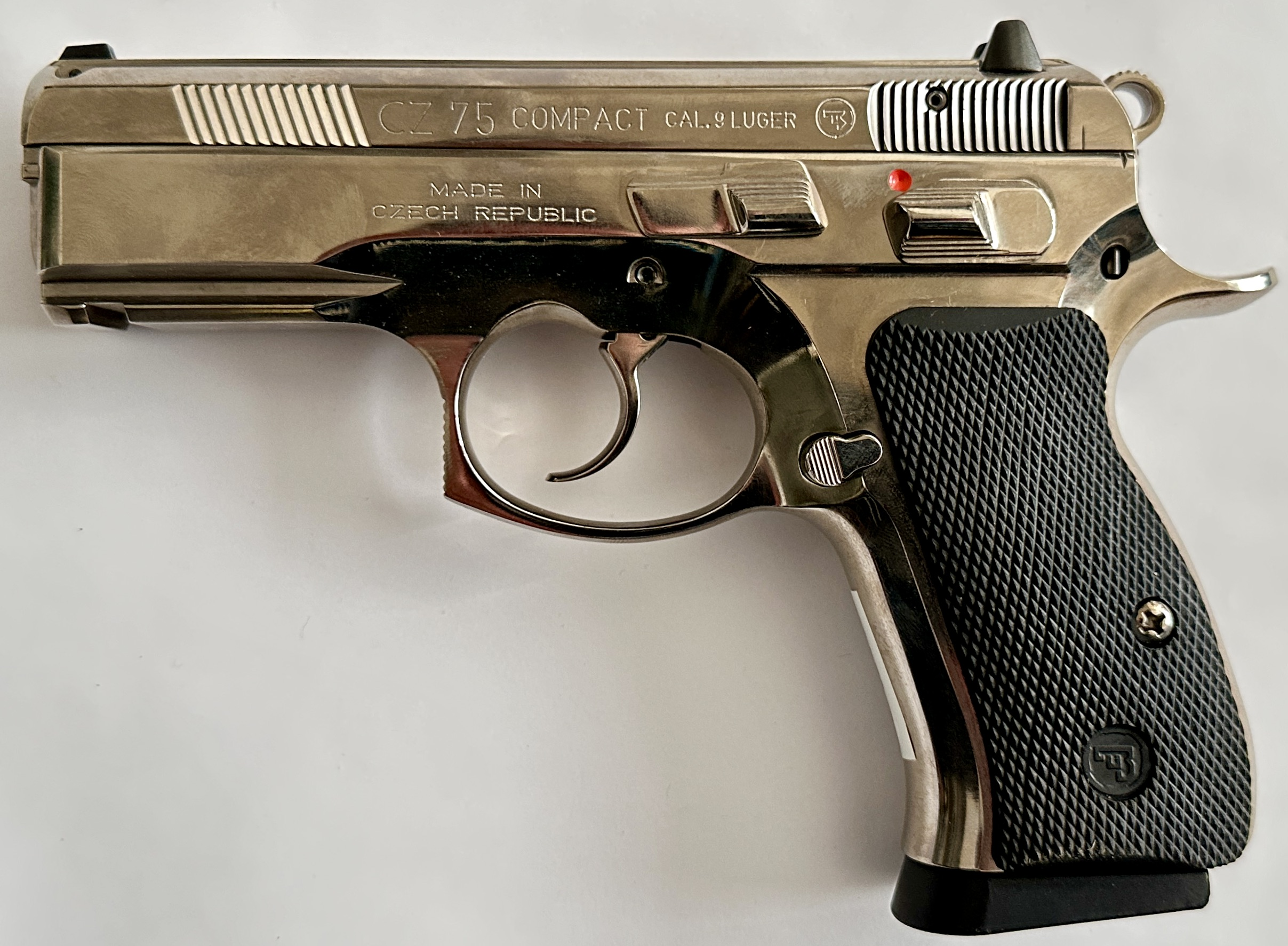
CZ 75 COMPACT

W wyniku skrócenia lufy i zamka pistoletów CZ 75 B i CZ 75 POLICE powstały odpowiednio odmiany CZ 75 COMPACT i CZ 75 D COMPACT, których skrócony magazynek mieścił początkowo 13, a po modernizacji – 14 nabojów. Szkielet CZ 75 D COMPACT wykonano ze stopu lekkiego. Wersje broni przystosowano wyłącznie do naboju 9 × 19 mm Parabellum.

### CZ 75 D PCR COMPACT
Dla policji Czech opracowano odmianę CZ 75 D COMPACT – CZ 75 D PCR COMPACT (PCR – Police of Czech Republic), w której zastosowano nowy szkielet ze stopu lekkiego (wydłużony do końca zamka), wyposażony w prowadnicę do podwieszenia wskaźnika laserowego lub oświetlenia taktycznego, chwyt z radełkowaniem na przedniej i tylnej powierzchni i gumowanymi okładzinami oraz zatrzask magazynka z powiększonym przyciskiem zwalniania. Na zamku umieszczono dodatkowe nacięcia, ułatwiające przeładowanie broni. Ta wersja broni została przystosowana wyłącznie do naboju 9 × 19 mm Parabellum.

### CZ 75 SEMICOMPACT

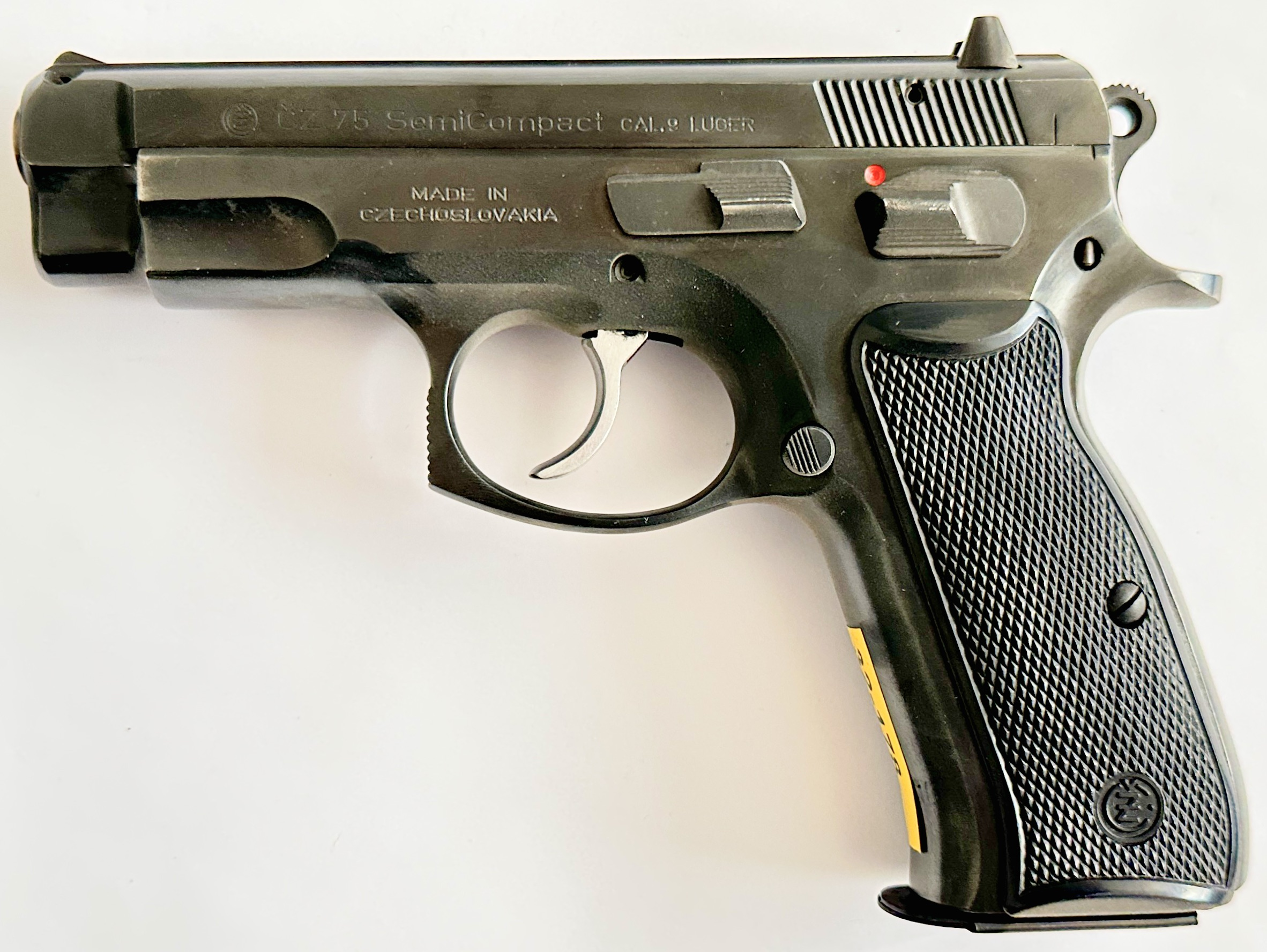
CZ 75 SEMICOMPACT

Pośrednie wymiary gabarytowe (pomiędzy CZ 75 COMPACT a CZ 75 B) ma wprowadzony w 1994 roku CZ 75 SEMICOMPACT. Powstał on w wyniku skrócenia zamka i lufy CZ 75 B – z zachowaniem jego wysokości szkieletu i pojemności magazynka. Wszystkie kompaktowe wersje broni przystosowano wyłącznie do naboju 9 × 19 mm Parabellum.

### CZ 75 P-01, CZ 75 SP-01

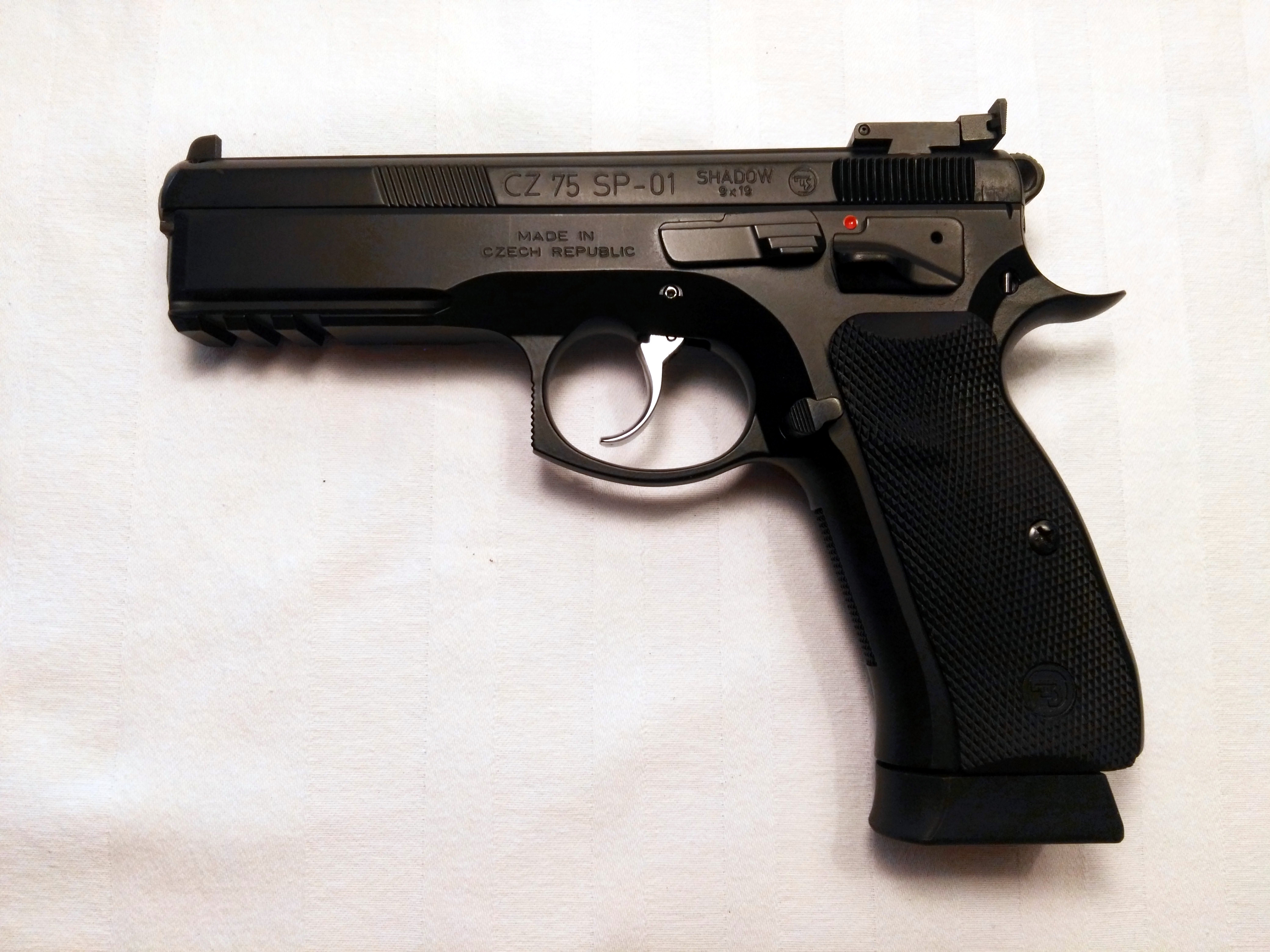
CZ 75 SP-01 SHADOW

Jednymi z nowszych konstrukcji rodziny CZ 75 są CZ 75 P-01 (wersja dostosowana do wymagań NATO) oraz CZ 75 SP-01 (wersja oburęczna), które powstały na bazie CZ 75 D PCR COMPACT. Przystosowano ją wyłącznie do naboju 9 × 19 mm Parabellum.

### CZ 75 SP-01 Phantom

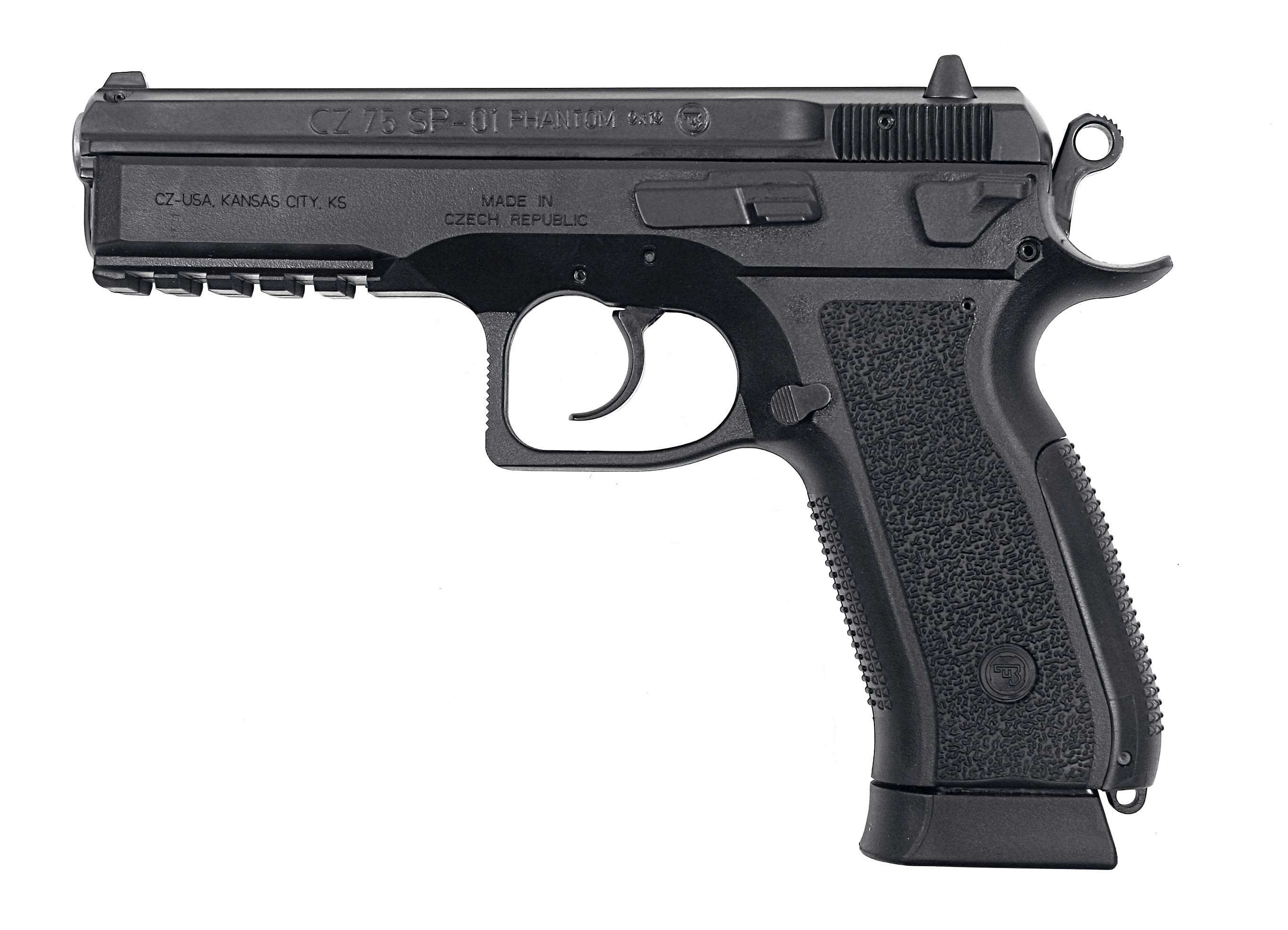
CZ 75 SP-01 Phantom

Pistolet SP-01 Phantom ma kompozytowy szkielet, na którym jest osadzony zamek z lufą w przeciwieństwie do wersji Shadow 1 i 2, co przejawia się niższą o 30% masą, która wynosi 800 g w porównaniu do 1180 g szkieletu stalowego. Jest mniej popularny wśród strzelców sportowych IPSC.

### CZ 75 CHAMPION

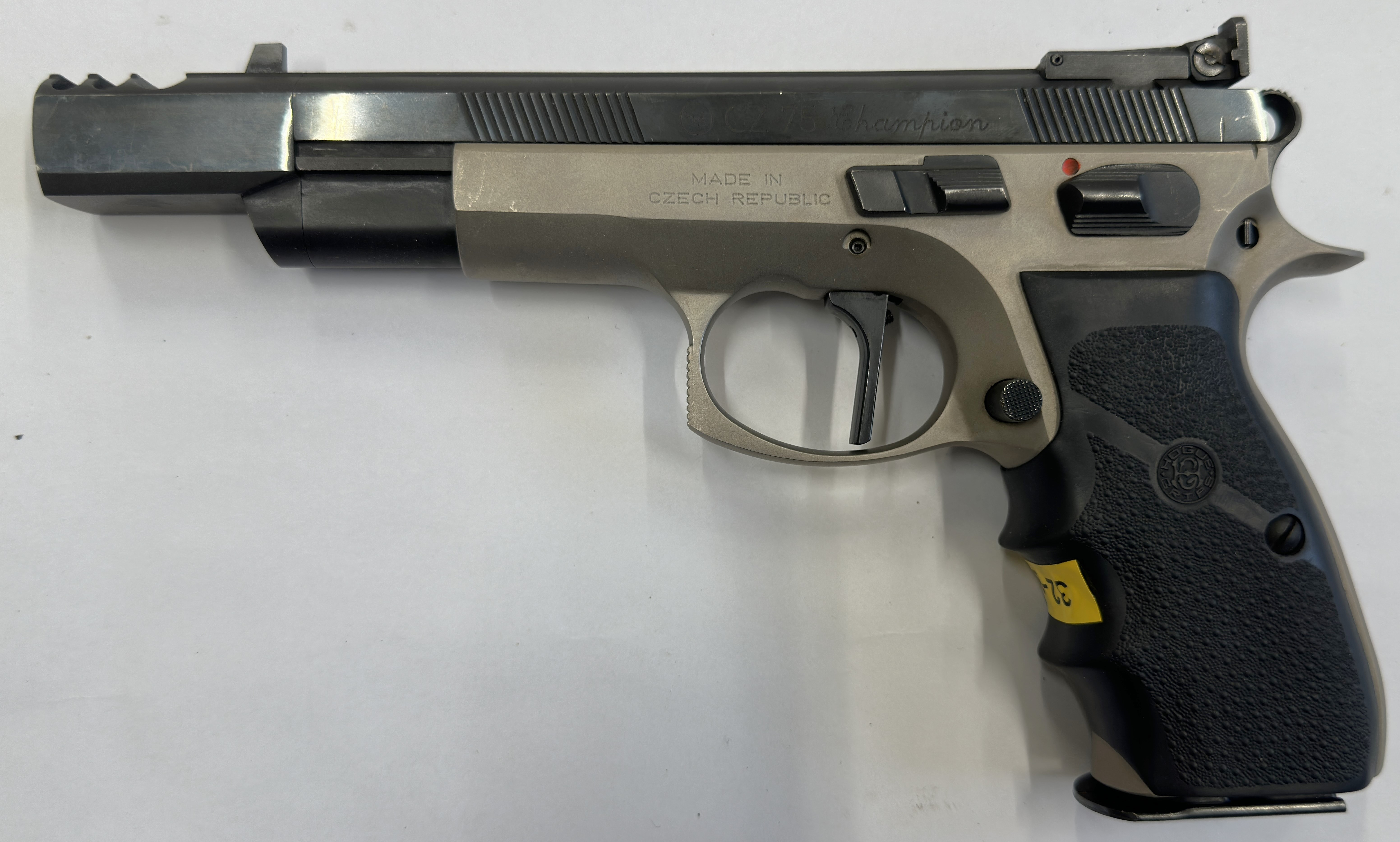
CZ 75 CHAMPION

CZ 75 CHAMPION to sportowa odmiana pistoletu CZ 75 (IPSC klasa Open), w której zastosowano m.in.: mechanizm spustowy pojedynczego działania (o obniżonej sile spustu i z regulowaną siłą oporu języka spustowego), wyczynowe przyrządy celownicze z regulowanym celownikiem, bezpiecznik z obustronnym skrzydełkiem, specjalnie profilowaną okładzinę chwytu, powiększony przycisk zatrzasku magazynka oraz 114 mm lufę, zakończoną kompensatorem podrzutu. Do denka magazynka dodano plastikowe kopytko.

### CZ 75 STANDARD IPSC, CZ 75 MODIFIED IPSC
Inną sportową odmianę CZ 75 jest pistolet CZ 75 STANDARD IPSC, dostosowany do naboju .40 S&W. W stosunku do CZ 75 CHAMPION wydłużono szkielet wraz z zamkiem i lufę do 136 mm oraz dodano poślizg magazynka. Produkowano również pistolet sportowy CZ 75 MODIFIED IPSC z lufą o długości 106 mm, zakończoną kompensatorem podrzutu, w którym zamiast mechanicznych przyrządów celowniczych zastosowano celownik kolimatorowy, usytuowany na wsporniku przymocowanym do szkieletu broni.
|                                     | CZ 75 CHAMPION       | CZ 75 STANDARD IPSC    |
| ----------------------------------- | -------------------- | ---------------------- |
| Nabój                               | 9 × 19 mm Parabellum | 10 × 21,6 mm (.40 S&W) |
| Masa broni z pustym magazynkiem [g] | 1010                 | 1280                   |
| Długość broni [mm]                  | 240                  | 225                    |
| Wysokość broni [mm]                 | 142                  | 150                    |
| Szerokość broni [mm]                | 35                   | 45                     |
| Długość lufy [mm]                   | 114                  | 136                    |
| Pojemność magazynka [szt.]          | 16 (15)              | 10                     |

### CZ 85

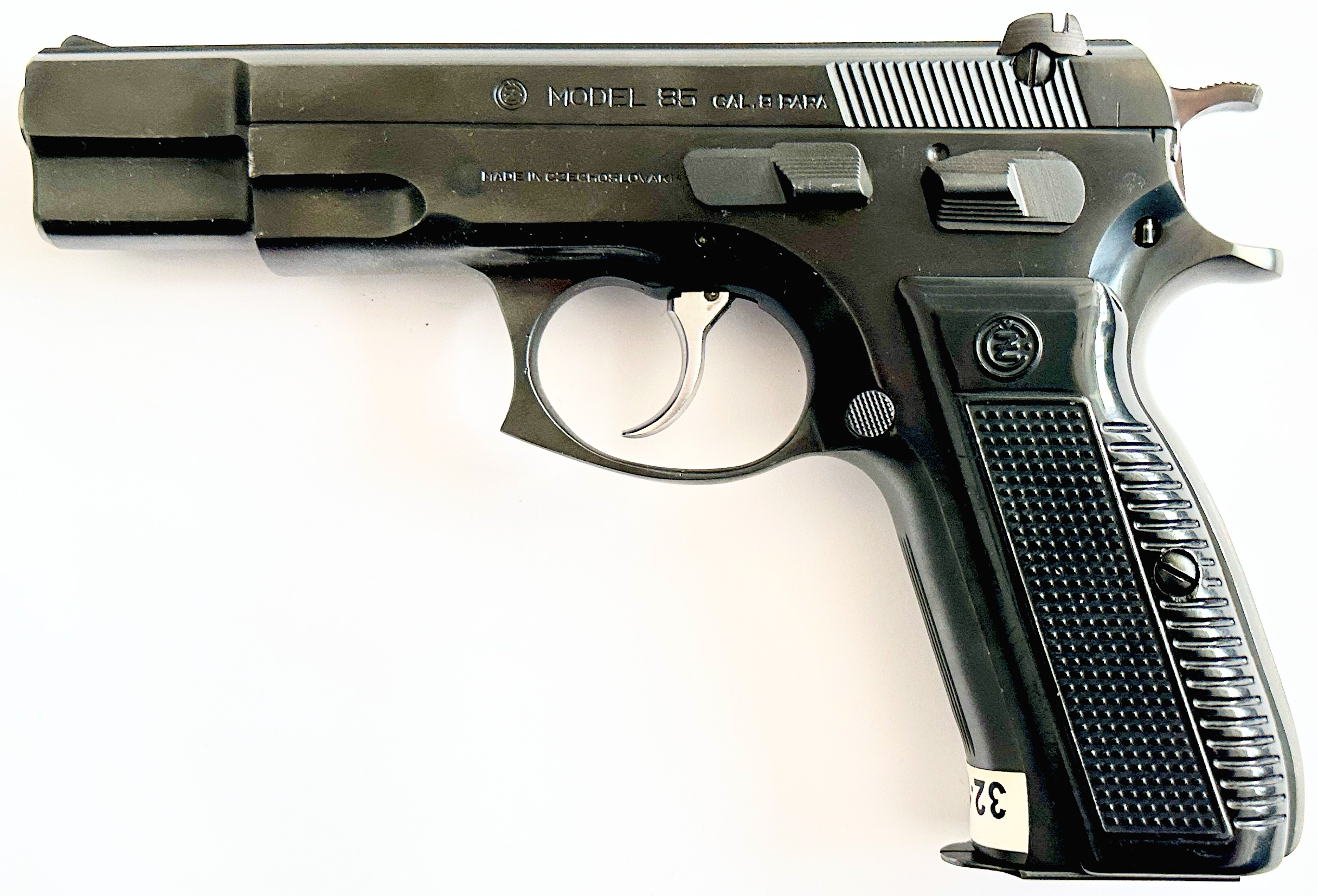
CZ 85

Wersją CZ 75 jest pistolet wojskowy CZ 85 (wprowadzony w 1985 roku) przystosowany do użytkowania zarówno przez strzelców prawo-, jak i leworęcznych. Wyposażono go w dodatkowe skrzydełko bezpiecznika i dźwignię zaczepu zamka, umieszczone z prawej strony szkieletu broni.

#### CZ 85 B
CZ 85 B to wprowadzona w 1986 r. odmiana pistoletu CZ 85 z samoczynnym bezpiecznikiem przed strzałem przypadkowym w postaci blokady iglicy (o analogicznej konstrukcji, jak w CZ 75 B).

#### CZ 85 COMBAT
Z kolei CZ 85 COMBAT to odmiana broni CZ 85 do strzelania sportowego, wprowadzona na rynek w 1996 roku. Wyposażono ją w: wyczynowe, regulowane przyrządy celownicze, spust z regulowaną siłą oporu oraz powiększony przycisk zatrzasku magazynka. Broń pozbawiono natomiast bezpiecznika samoczynnego oraz sprężyny przytrzymującej magazynek.

### CZ 75 KADET, CZ 85 KADET

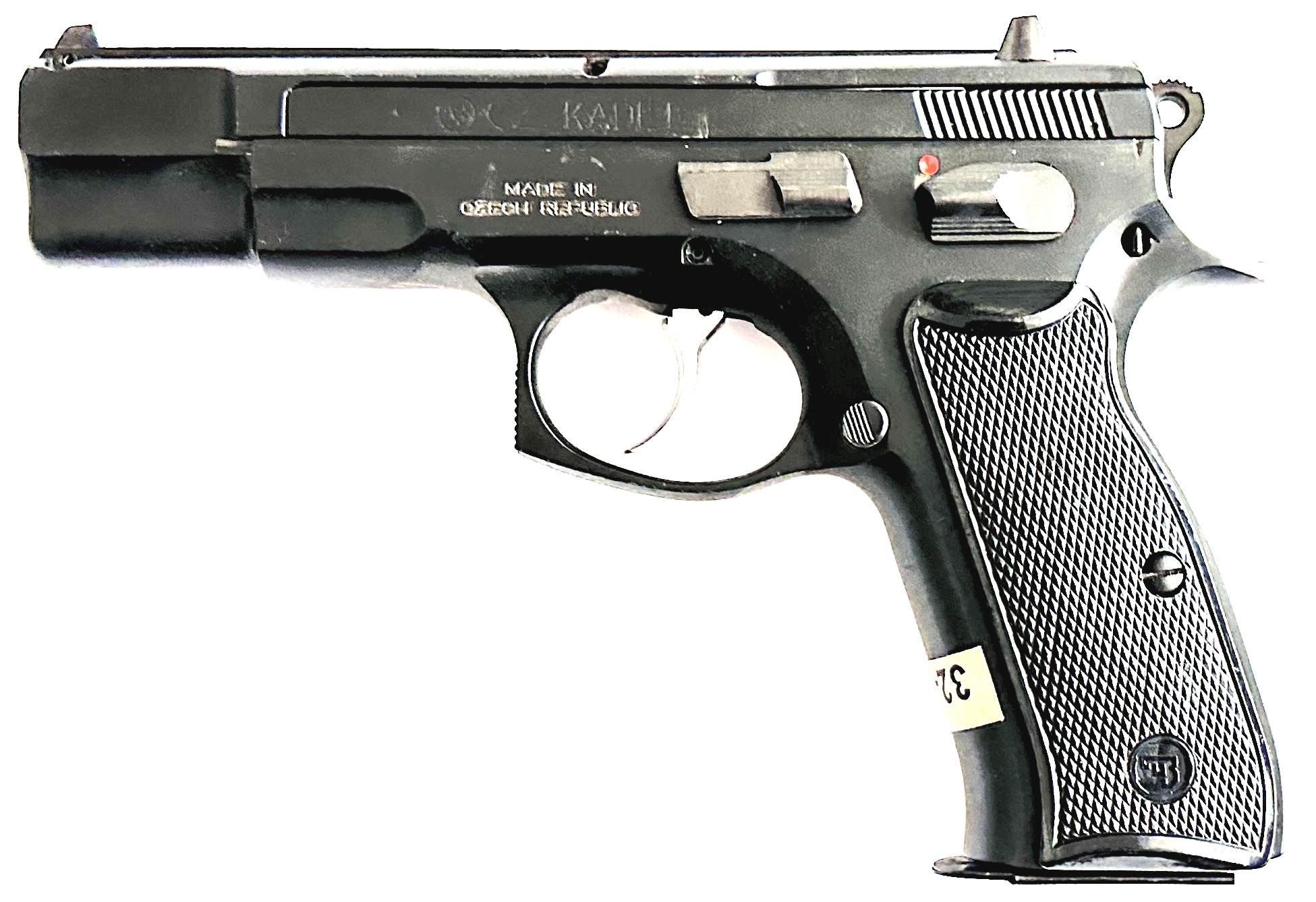
CZ 75 KADET

Na bazie pistoletów CZ 75 i CZ 85 powstała ich wersja treningowa – CZ 75/85 KADET, dostosowana do naboju .22 LR, działająca na zasadzie odrzutu zamka swobodnego. Broń ma: lufę długości 124 mm, sztywny wyrzutnik przytwierdzony do lufy oraz magazynek z wkładką na 10 nabojów bocznego zapłonu. Masa broni z pustym magazynkiem wynosi 1080 g.

### CZ 97 B

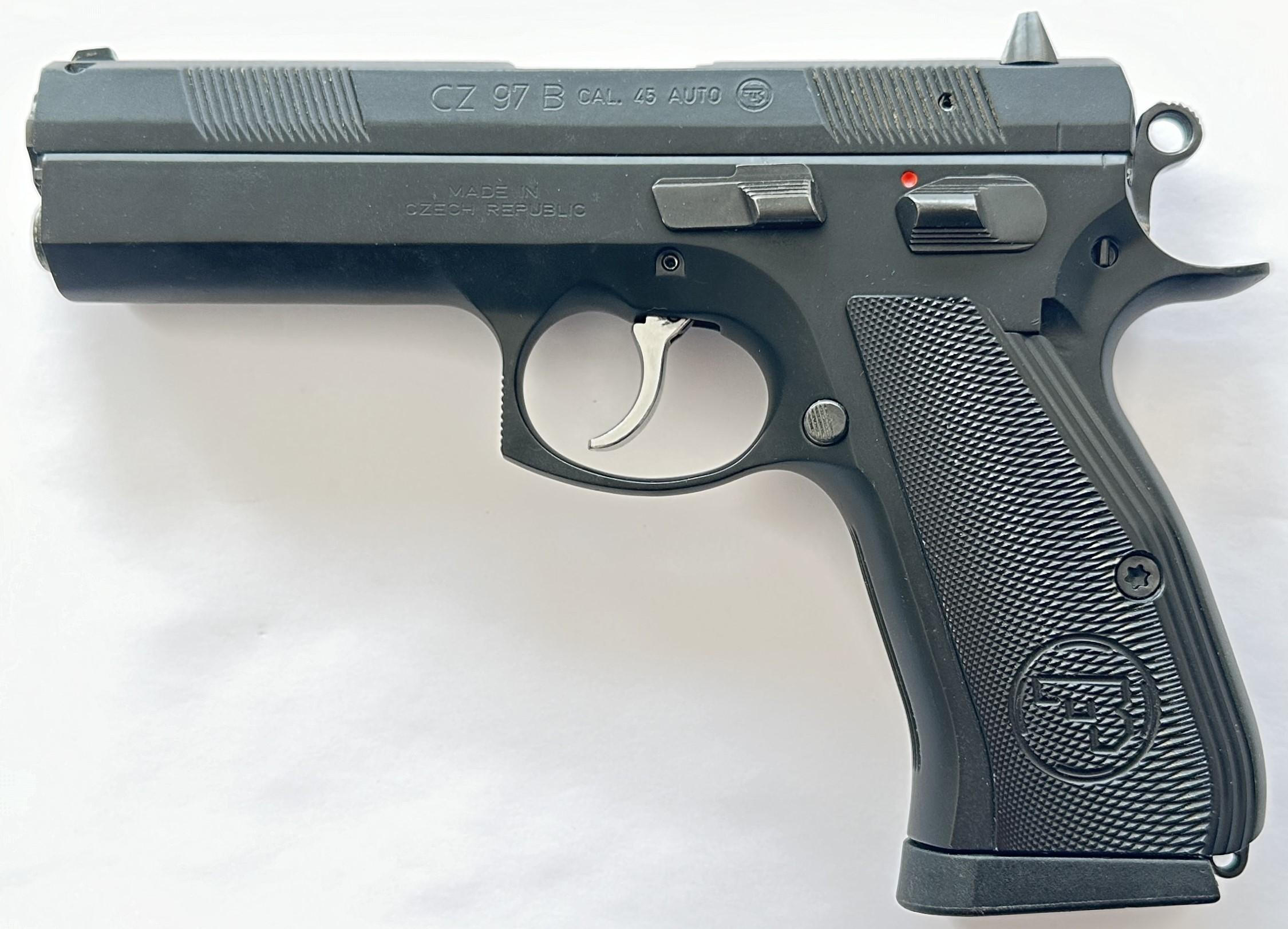
CZ 97 B

Na bazie pistoletu CZ 75 B opracowano CZ 97 B, dostosowany do naboju 11,43 × 23 mm (.45 ACP) i różniący się od pierwowzoru głównie konstrukcją mechanizmu ryglowego. Zastosowano bowiem mechanizm ryglowy z przekoszeniem lufy względem zamka, w wyniku współdziałania odpowiednich powierzchni ogona lufy i szkieletu pistoletu. Funkcję rygla spełnia górny występ prostopadłościennego zgrubienia wlotowej części lufy, a opory ryglowej – przednia, górna krawędź okna wyrzutowego łusek. Masa pistoletu z magazynkiem wynosi 1150 g, długość broni – 212 mm, szerokość – 35 mm, wysokość – 150 mm, pojemność magazynka – 10 nabojów.
Producent oferuje do pistoletów CZ 75 i CZ 85 zestaw treningowy, zawierający zamek ze sprężyną powrotną i magazynek. Pistolety CZ 75, CZ 75 B, CZ 75 BD, CZ 75 DAO i CZ 75 POLICE są oferowane również w wersjach dostosowanych do nabojów: 9 × 21 mm IMI oraz 10 × 21,6 mm (.40 S&W), przy czym w ostatniej wersji – z magazynkiem o pojemności 10 nabojów.

## Konstrukcja

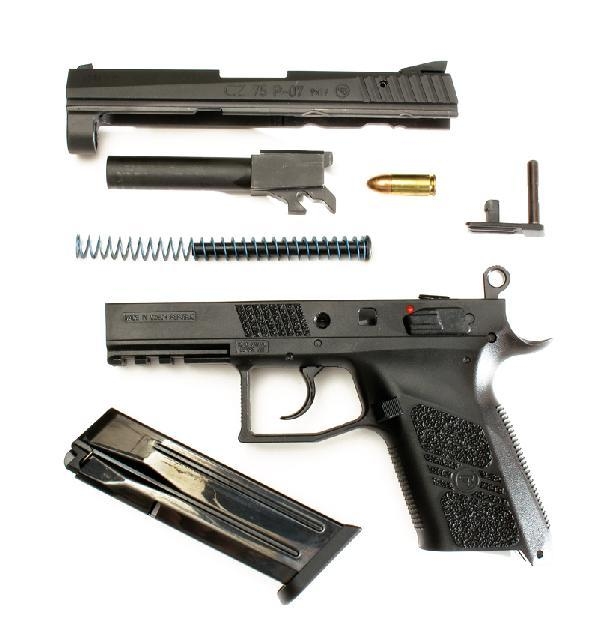
Rozłożony pistolet CZ 75 P-07. Od góry:
zamek
lufa
sprężyna powrotna
szkielet
magazynek.
Po skrajnie prawej stronie widoczny zatrzask zamka

CZ 75 jest bronią samopowtarzalną działającą na zasadzie krótkiego odrzutu lufy. Mechanizm ryglowy z przekoszeniem lufy względem zamka w wyniku współdziałania kształtowego wycięcia ogona lufy i osi zaczepu zamka. Funkcje rygli pełnią dwa pierścieniowe występy, znajdujące się na górnej powierzchni lufy, przed komorą nabojową. Sprężynujący wyciąg umieszczono w zamku, natomiast sztywny wyrzutnik jest występem wkładki szkieletu. Broń posiada mechanizm uderzeniowy typu kurkowego (z kurkiem odkrytym) oraz mechanizm spustowy z samonapinaniem (podwójnego działania), przystosowany tylko do ognia pojedynczego (funkcję przerywacza pełnią występy na szynie spustowej). Zabezpieczenie pistoletu przed strzałem przypadkowym zapewnia skrzydełkowy bezpiecznik nastawny ze skrzydełkiem w tylnej części szkieletu broni, z lewej strony. Zabezpieczenie broni, realizowane przez przesunięcie skrzydełka bezpiecznika do góry, jest możliwe wyłącznie przy kurku napiętym. W położeniu broń zabezpieczona jest blokowany zaczep kurka (unieruchamia się mechanizm spustowy) oraz zamek. W pistoletach produkowanych po 1976 r. wprowadzono dodatkowo ząb bezpieczeństwa kurka. W procesie produkcji broni szeroko wykorzystano technologię odlewania precyzyjnego.
CZ 75 jest zasilany z dwurzędowego magazynka pudełkowego o pojemności 15 nabojów. Zatrzask magazynka usytuowano z lewej strony chwytu, u podstawy kabłąka spustu. Po wystrzeleniu ostatniego naboju z magazynka zamek zatrzymuje się na zaczepie. W szkielecie broni, na długości tylnej ścianki magazynka, umieszczono płaską sprężynę, przytrzymującą częściowo wysunięty magazynek.
Pistolet ma stałe przyrządy celownicze (wyregulowane na 25 metrów), z kontrastowymi plamkami na muszce i po obu stronach wycięcia szczerbiny. Na zamówienie firma oferuje przyrządy celownicze z trytowymi źródłami światła.

### Dane taktyczno-techniczne
|                                   | CZ 75, CZ 75 B, CZ 75 BD CZ 75 DAO, CZ 75 POLICE | CZ 75 COMPACT/ CZ 75 D COMPACT/ CZ 75 P-01 | CZ 75 SEMICOMPACT    | CZ 85, CZ 85 B CZ 85 combat |
| --------------------------------- | ------------------------------------------------ | ------------------------------------------ | -------------------- | --------------------------- |
| Nabój                             | 9 × 19 mm Parabellum                             | 9 × 19 mm Parabellum                       | 9 × 19 mm Parabellum | 9 × 19 mm Parabellum        |
| Masa broni bez magazynka [g]      | ~896                                             | ~850/~700/~720                             | ~866                 | ~895                        |
| Masa magazynka pustego [g]        | 105                                              | 80                                         | 105                  | 105                         |
| Długość broni [mm]                | 206                                              | 184                                        | 184                  | 206                         |
| Wysokość broni [mm]               | 138                                              | 128/137/137                                | 138                  | 138                         |
| Szerokość broni [mm]              | 35                                               | 35/35/37                                   | 35                   | 35                          |
| Długość lufy [mm]                 | 120                                              | 98,5                                       | 98,5                 | 120                         |
| Długość linii celowniczej         | 155                                              | 135                                        | 135                  | 155                         |
| Liczba bruzd [szt.]               | 6 (prawoskrętnych)                               | 6 (prawoskrętnych)                         | 6 (prawoskrętnych)   | 6 (prawoskrętnych)          |
| Skok bruzd [mm]                   | 250                                              | 250                                        | 250                  | 250                         |
| Prędkość początkowa pocisku [m/s] | 360                                              | 327                                        | 327                  | 360                         |
| Energia początkowa pocisku [J]    | 486                                              | 401                                        | 401                  | 486                         |
| Pojemność magazynka [szt.]        | 16 (15)                                          | 14 (13)                                    | 16 (15)              | 16 (15)                     |
| Siła spustu [N]                   | 18*/40                                           | 18*/40                                     | 18*/40               | 18*/40                      |

* Nie dotyczy CZ 75 DAO.

## Użytkownicy
- Czechy,
- Słowacja[3].
- Polska,
- Chorwacja,
- Wielka Brytania,
- Litwa,
- Stany Zjednoczone,
- Szwajcaria,
- Turcja,
- Finlandia,
- Chiny,
- Sudan,
- Korea Północna,
- Izrael,
- Chile,
- Iran.